# Chung Thân
Chung Thân (chữ Hán:鐘紳; bính âm:Zhong Shen), bản dịch ghi là Trung Thân, là một nhân vật hư cấu trong tiểu thuyết lịch sử Tam Quốc diễn nghĩa của nhà văn La Quán Trung. Trong tiểu thuyết này, Trung Thân xuất hiện tại Hồi thứ 41 và 42 và là bộ tướng của Hạ Hầu Đôn, sử dụng vũ khí là một ngọn hỏa kích. Trung Thân cùng anh là Trung Tấn là hai viên tướng cản bắt Triệu Vân vượt vòng vây trong trận Trường Bản và bị Triệu Vân giết chết.

## Câu chuyện
Khi ấy Triệu Vân ra thoát vòng vây, cách xa trận địa chính, máu me đỏ ngòm cả áo chiến bào. Triệu Vân đương đi dưới sườn núi, lại thấy hai toán quân tràn ra đó là anh em Trung Tấn và em là Trung Thân, bộ tướng của Hạ Hầu Đôn, một người dùng lưỡi tầm sét, một người dùng ngọn hoả kích, Trung Tấn quát to lên rằng: Triệu Vân mau mau xuống ngựa chịu trói!.
Trung Tấn chặn đường Triệu Vân. Sau ba hiệp, Trung Tấn bị Triệu Vân đâm một nhát giáo chết ngã nhào, Triệu Vân cướp đường chạy thoát. Trung Thân vác kích đuổi theo, khi Trung Thân lao kích sắp đến sau lưng, ngọn kích chỉ còn cách Triệu Vân có vài tấc. Triệu Vân quay đầu ngựa lại, thì hai người chạm vào nhau. Triệu Vân tay trái lấy giáo gạt hoạ kích, tay phải rút gươm báu (Thanh Công) ra, chém một nhát, Trung Thân đứt phăng nửa mũi và nửa mặt. Trung Thân chết lăn xuống đất. Triệu Vân chạy thoát.

## Trong truyện tranh
Trung Tấn được tái hiện qua bộ truyên tranh của Nhật Bản có tên là con trai rồng, trong bộ truyện này, Trung Thân cùng em là Trung Tấn là chốt chặn cuối cùng của quân Ngụy đối với Triệu Vân. Khi hai bên giao chiến, Trung Tấn giơ lưỡi búa lớn bổ xuống Triệu Vân nhưng Triệu Vân né được, Trung Thân lao giáo đâm tới thì Triệu Vân đỡ và nương sức giáo bật ngược lưỡi giáo của Triệt Vân ra phía sau và chém Trung Tấn, Trung Tấn chết trong sự ngỡ ngàng, sáu đó Triệu Vân phóng giáo về phía trước và giết luôn Trung Thân.